# Konchog Ozer
Gyaltsab Rinpoché
Norbu Zangpo Chophal Zangpo
Konchog Ozer tibétain : དཀོན་མཆོག་འོད་ཟེར, Wylie : dkon mchog 'od zer (1699-1765 à Tsourphou) est un tulku tibétain. Il est le 7e Gyaltsab Rinpoché, l'un des lama les plus importants de l'école karma-kagyu du bouddhisme tibétain.
Konchog Ozer est né près de Lhassa et a été intronisé par le  12e Karmapa. Il est devenu l'un des maîtres racine principaux du  13e Karmapa, et transmis la lignée au Karmapa.